# Universidad de Puerto Rico en Bayamón
La Universidad de Puerto Rico en Bayamón (UPRB o UPR Bayamón) es una universidad estatal ubicada en el municipio de Bayamón, Puerto Rico. UPR-Bayamón es más conocido como CUTB de su nombre anterior del Colegio Universitario Tecnológico de Bayamón. Es el tercer campus más grande de todo el sistema UPR en términos de población. 
UPR-Bayamón es actualmente el campeón de baloncesto de la Liga Atlética Interuniversitaria de Puerto Ricode la Mujer, con un récord histórico de 10 campeonatos consecutivos. También tiene un récord histórico en la competencia de porrismo y en la competencia de equipo de baile, teniendo 16 campeonatos en la primera y 10 en la segunda.
La universidad cuenta con programas de transferencia articulada en la Ingeniería, Química, Ciencias Sociales, Biología y Humanidades. También dispone de varios programas de Administración de Empresas, acreditada por la Asociación de Advance Collegiate Schools of Business, así como programas de Tecnología de la Ingeniería en Ingeniería Civil e Industrial. Es la única unidad que alberga el grado de Gerencia de Materiales en el sistema. Este campus es también conocido por sus programas de Administración de Empresas, Ciencias de Computadoras, entre otros. Es el único campus que ofrece el programa de Pedagogía Preescolar y Elemental, el cual está certificado por la NCATE y la NAEYC. También es el único campus que ofrece los programas de Educación Física Adaptada y Biología en Enfoque Humano. 
Los logros deportivos de los estudiantes y sus actividades extracurriculares UPRB relacionados con la música y el teatro son reconocidos entre la población estudiantil del país. También es muy popular su programa de Universidad Extendida diseñados para estudiantes que por diversas razones no puedan cumplir con un horario regular durante el día, así como las asociaciones con las empresas e industrias en el área donde los estudiantes pueden realizar prácticas y programas de intercambio o internados antes de graduarse.

## Datos históricos
Se ubicó en una finca de 73 cuerdas cedidas por el Municipio de Bayamón a la Universidad de Puerto Rico. Se inauguró el 15 de agosto de 1971, pero las clases comenzaron el 31 de agosto. Su matrícula inicial fue de 515 estudiantes y 36 profesores. Durante el año escolar 1972-73 se comenzó a ofrecer el Programa Nocturno Sabatino. Siguiendo la tradición de adoptar el nombre de las ciudades donde se han enclavado los colegios que precedieron al de Bayamón, se decidió utilizar el nombre Colegio Regional Metropolitano de Bayamón. En 1979 se cambió el nombre a Colegio Universitario Tecnológico de Bayamón (CUTB). Actualmente ostenta el nombre Universidad de Puerto Rico en Bayamón. El Colegio comenzó ofreciendo programas técnicos o para profesionales en carreras cortas de dos años equivalentes a un Grado Asociado. Los programas que se comenzaron a ofrecer en agosto de 1971 fueron: Gerencia Industrial, Administración Comercial (Gerencia y Contabilidad), Construcción Civil (Agrimensura y Carreteras, y Estructural), Tecnología Mecánica (Procesos de Manufactura), Tecnología Electrónica, Instrumentación, Ciencias de Computadoras y Técnico en Dietética. Para le 1972-73 se iniciaron tres programas nuevos: Ciencias Secretariales, Pedagogía (a nivel elemental) e Ingeniería.
El recinto formó parte de las huelgas estudiantiles del 2010-2011 y en el 2017 el recinto formó parte de la Gran Huelga 2017, Universidad de Puerto Rico.

## Población del campus
- Estudiantado: 5,014
- Facultad: 189